# Ximeniopsis horridus
Ximeniopsis horridus là một loài thực vật có hoa trong họ Olacaceae. Loài này được (Urb. & Ekman) Alain miêu tả khoa học đầu tiên năm 1980.